# Cercocebus torquatus
Il cercocebo dal collare (Cercocebus torquatus), noto anche come cercocebo dal cappuccio rosso o cercocebo dal collare bianco (quest'ultimo nome può portare ad una facile confusione con Cercocebus atys lunulatus), è una specie di primate della famiglia Cercopithecidae, delle scimmie del Vecchio Mondo. Originariamente, si credeva che il cercocebo moro fosse una sottospecie di questa specie. Tuttavia, successive analisi dimostrarono che il cercocebo dal collare è monotipico.

## Descrizione

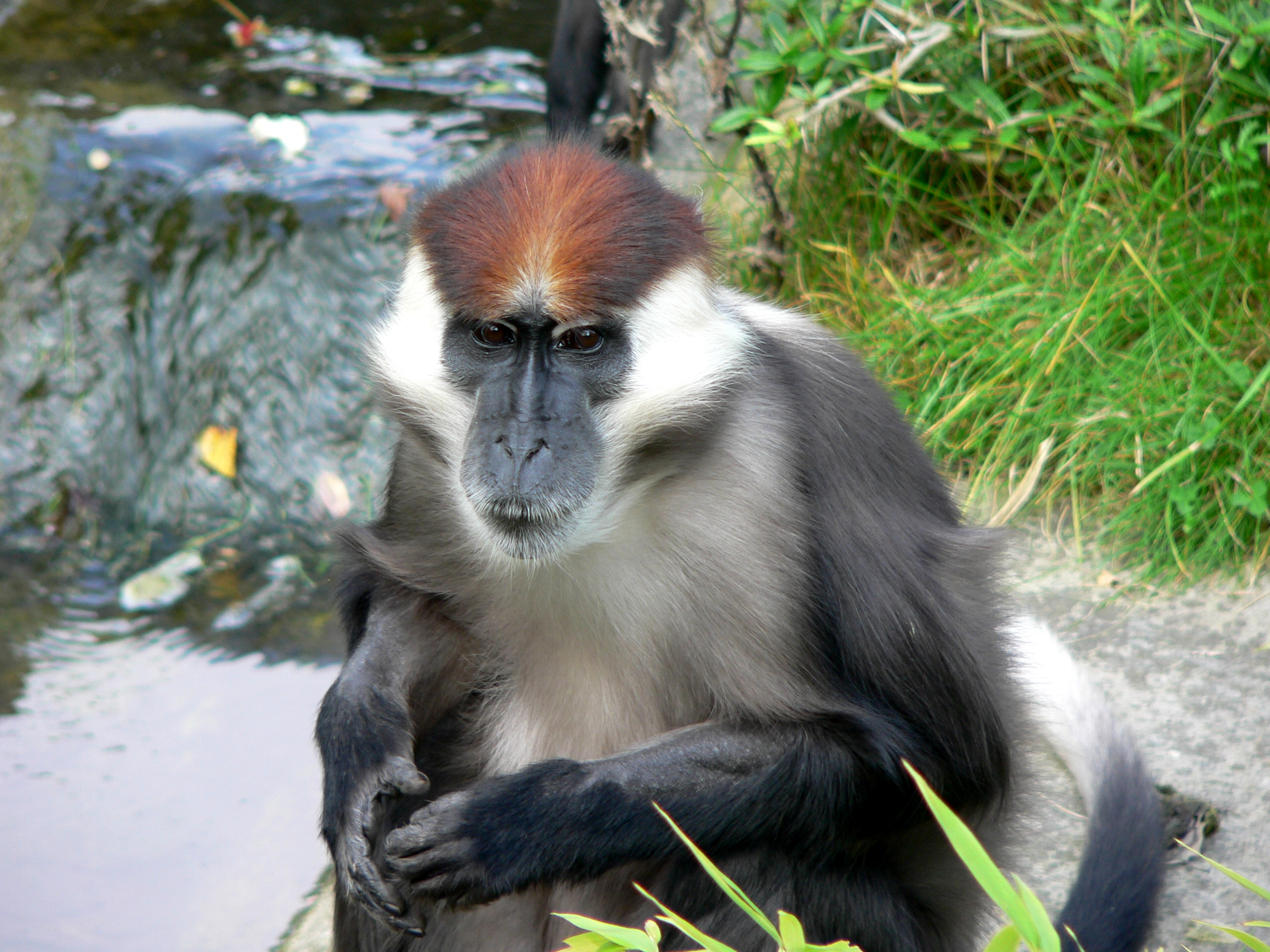
Un esemplare in cattività

Il cercocebo dal collare presenta una pelliccia grigia che ricopre tutta la parte dorsale del suo corpo; tuttavia. i suoi nomi comuni si riferiscono alla colorazione della testa, del collo e del ventre. La prominente colorazione della parte superiore della testa, che forma un "berretto" rosso-castagno, gli conferisce il nome cappuccio rosso, mentre il pelo bianco che gli cinge il collo ed il ventre gli conferiscono i nomi comuni dal collare e dal collare bianco. Il muso, la faccia e le orecchie sono nere, mentre le palpebre sono curiosamente bianche, motivo per cui alcuni la chiamano "scimmia a quattro occhi". La coda da sola supera la lunghezza del corpo dell'animale ed è di colore grigio scuro con la punta bianca. La coda viene spesso tenuta sollevata sopra la testa per comunicare con i propri simili. L'animale possiede molari lunghi e incisivi molto grandi.
La massa corporea media per gli individui in cattività varia da 9 a 10 kg (da 20 a 22 libbre) per i maschi e da 7,5 a 8,6 kg (da 17 a 19 libbre) per le femmine. La lunghezza corporea (esclusa la coda) dell'animale è di circa 47–67 centimetri (19–26 pollici) nei maschi, e 45–60 centimetri (18–24 pollici) nelle femmine. La coda ha approssimativamente la stessa lunghezza.

## Distribuzione e habitat
Il cercocebo dal collare è diffuso dell'Africa centrale, dalla Nigeria occidentale, a est e sud fino al Camerun, e in tutta la Guinea Equatoriale e il Gabon, e sul confine Gabon-Congo della costa atlantica. L'habitat principale di questi primati sono le foreste pluviali tropicali, dalle foreste costiere, alle paludi, mangrovie, e foreste di pianura, in particolare le zone in prossimità dei corsi d'acqua che sono inondate stagionalmente.

## Biologia

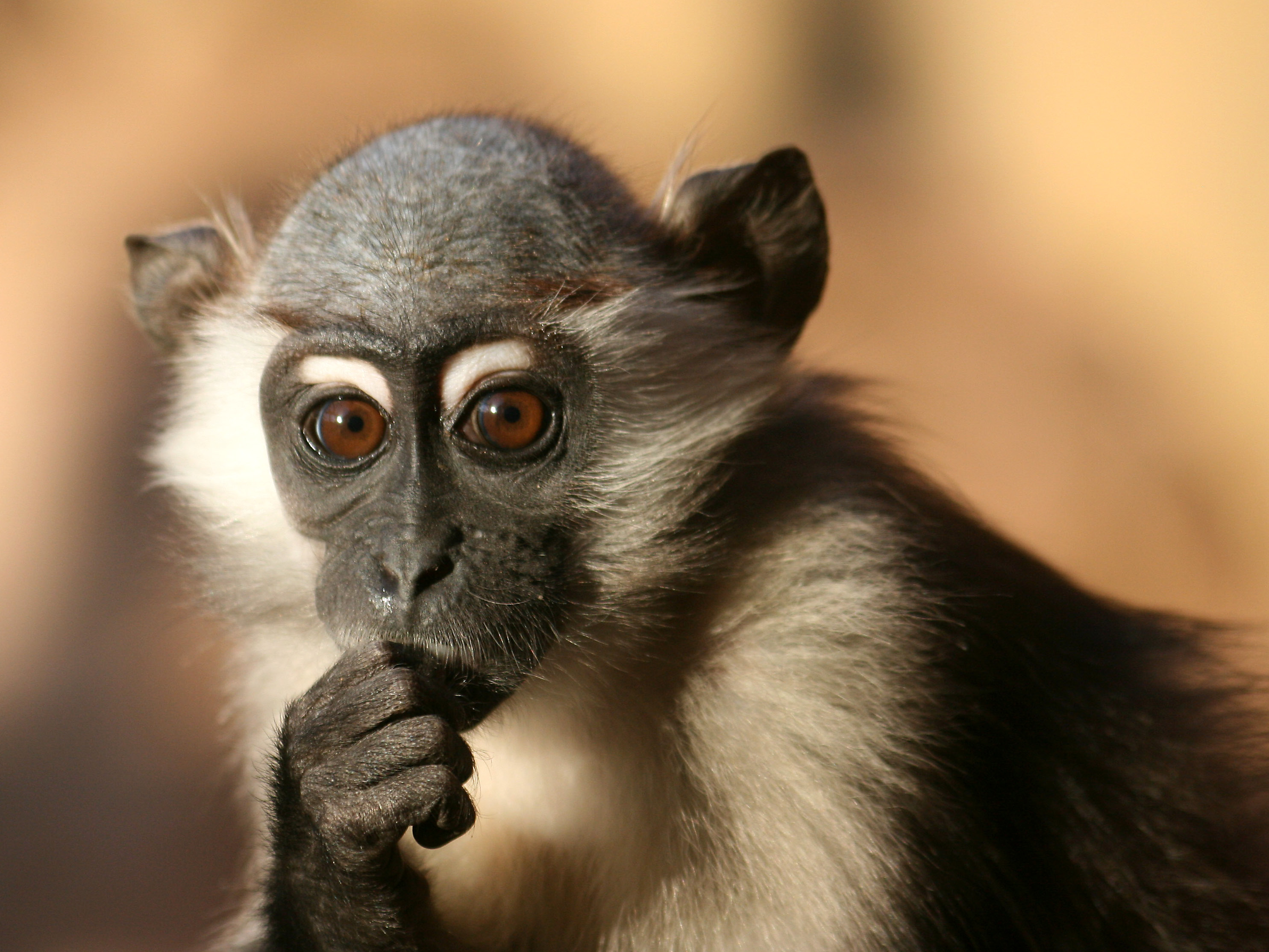
Giovane esemplare, al Colchester Zoo, Inghilterra

Il cercocebo dal collare vive in grandi gruppi di 10-35 individui, che possono includere diversi maschi. La comunicazione vocale avviene sotto forma di schiamazzi e latrati, e viene utilizzata per mantenere il gruppo in contatto e segnalare la sua posizione ad altri gruppi. Si tratta di un animale diurno, che passa il tempo sia a terra sia sugli alberi. I cercocebi sono primati perlopiù terrestri che si muovono a terra camminando sulle quattro zampe. La notte dormono sugli alberi. La durata media della vita di questi animali è stata stimata a 25-30, mentre in cattività questa specie è molto più longeva, raggiungendo anche i 26 anni per i maschi e 30 per le femmine. I principali predatori di questi animali sono leopardi, aquile e grandi serpenti. L'aquila coronata si nutre di una gran varietà di scimmie, tra cui il cercocebo dal collare. Persino i gruppi di scimpanzé rappresentano una minaccia predatoria per questi animali.

### Dieta
Il cercocebo dal collare è primariamente frugivoro. La ricerca del cibo avviene e la consumazione avvengono principalmente al suolo o sugli strati più bassi degli alberi. La sua dieta si basa principalmente su frutti e semi, ma può integrare nella sua dieta anche foglie, fiori, invertebrati, funghi, sterco e gomma. Diversi frutti e noci di cui si nutrono hanno una scorza dura ma grazie alle loro potenti fauci e grossi incisivi questi animali sono in grado di aprirli con relativa facilità. Diversi cercocebi cambiano il loro comportamento in base alla disponibilità di cibo nel loro territorio. Alcuni gruppi di cercocebo dal collare del Camerun cambiano il loro territorio in base alla fruttificazione di alcuni alberi.

### Riproduzione
Questo primate non ha una stagione riproduttiva definita, sebbene i concepimenti, in tutte le fasce d'età, si verificano più frequentemente da ottobre a marzo. Le femmine mostrano i primi segni di maturità sessuale con i primi gonfiori sessuali ad una media di 3 anni, e concepiscono circa un anno dopo, partorendo in media ad un'età di 4,7 anni. Quest'anno di sterilità adolescenziale è simile a ciò che avviene in altre specie di primati. I maschi raggiungono la maturità sessuale tra i cinque e i sette anni. Il periodo medio di gestazione è di 170 giorni al termine del quale nasce un singolo cucciolo.

## Conservazione
Il cercocebo dal collare è elencato come specie in Pericolo nella Lista Rossa IUCN a causa della perdita dell'habitat e della caccia per la carne. È anche elencato nell'Appendice II della CITES e nella Classe B della Convenzione africana sulla conservazione della natura e delle risorse naturali.

### Minacce
Nel 2006, è stato stimato che ogni anno circa 3.000 cercocebi dal collare vengono cacciati nelle foreste costiere di Cross-Sanaga-Bioko per il commercio di selvaggina per il mercato della bushmeat.